# 마음에 도장을 찍다
《마음에 도장을 찍다》는 2001년 9월 7일에 MBC에서 방영한 베스트극장이다.

## 등장 인물

### 주요 인물
- 이지수 : 도영 역
- 이현균 : 현우 역

### 그 외 인물
- 정승호
- 김혜정 : 수정 역
- 김인태
- 유경아
- 최진희
- 길수현